# Saturno fa l'hula hoop
Saturno fa l'hula hoop è un singolo del gruppo musicale italiano Management, pubblicato il 21 giugno 2019 dall'etichetta indipendente Full Heads.

## Descrizione
Il brano, scritto da Luca Romagnoli e composto da Marco Di Nardo, è stato registrato presso l'Auditorium Novecento di Napoli con la collaborazione di Fabrizio Piccolo e missato da Andrea Suriani, curatore anche del mastering. La produzione del singolo è stata curata da Marcello Grilli insieme a Marco Di Nardo.
Al momento della pubblicazione, Saturno fa l'hula hoop è stato inserito dai critici di Apple Music tra le migliori uscite discografiche della settimana. Il video che accompagna il singolo, realizzato con la tecnica dell'animazione limitata, è stato ideato e diretto da Ivan D'Antonio.

## Tracce
Download digitale
1. Saturno fa l'hula hoop – 3:32

## Classifiche
| Classifica (2019)     | Posizione massima |
| --------------------- | ----------------- |
| Italia (indipendenti) | 71                |